# Броколи
Броколите (Brassica oleracea var. italica) са подвид растение от семейство Кръстоцветни, чиято цветна глава се използва като зеленчук. Думата броколи произлиза от италиански (broccolo) и означава в множествено число „цъфтящи върхове на зелето“.
Броколите обикновено се варят във вода или на пара, но могат да се консумират сурови и стават популярни като суров зеленчук сервиран в ордьоври. Единствено число - брокол
Броколите се класифицират в групата на сорт Италика от вида Brassica oleracea.
Броколите имат големи цветни глави, обикновено зелени на цвят, подредени като разклонени клони върху дебело стъбло, годно за консумация. Цветните глави са заобиколени от листа. Броколите приличат най-много на карфиол, но са различна група от същия вид. Те произхождат от култивирани зелеви листни култури в северното Средиземноморие около 6 век пр.н.е. От времето на Римската империя, броколите се смятат за уникално ценна храна сред италианците. Те са пренесени в Англия от Антверпен в средата на 18 век от Питър Шиимейкърс. В Съединените щати за пръв път са внесени от италиански имигранти, но не стават широко известни до 1920 г.